# Sassnitz
Sassnitz (před rokem 1993 Saßnitz; česky Sasnice) je město, nacházející se na poloostrově Jasmund ve východní části ostrova Rujana v německé spolkové zemi Meklenbursko-Přední Pomořansko. V roce 2009 zde žilo 10 474 obyvatel.
Jedná se o známé přímořské středisko, které je vstupní branou do národního parku Jasmund. Nachází se zde jediná zoologická zahrada na celém ostrově. V městském přístavu je ukotvena vyřazená britská ponorka HMS Otus, kterou sem nechal přitáhnout německý podnikatel a udělal z ní plovoucí muzeum. Okolí města Sassnitz je populární pro své vápencové útesy, které inspirovaly mnoho umělců, jako je třeba Caspar David Friedrich.

## Přístavy
- trajektový přístav Neu Mukran (trajektové spojení do měst Trelleborg a Ystad[3] (Švédsko), Klaipėda (Litva), Baltijsk (Rusko), Rønne (ostrov Bornholm, Dánsko).
- rybářský přístav
- přístav pro plachetnice a jachty

## Partnerská města
Město Sassnitz uzavřelo partnerství s následujícími městy:
- Cuxhaven, Německo
- Trelleborg, Švédsko
- Kingisepp, Rusko
- Chuaj-an, Čína